# TVR Typhon

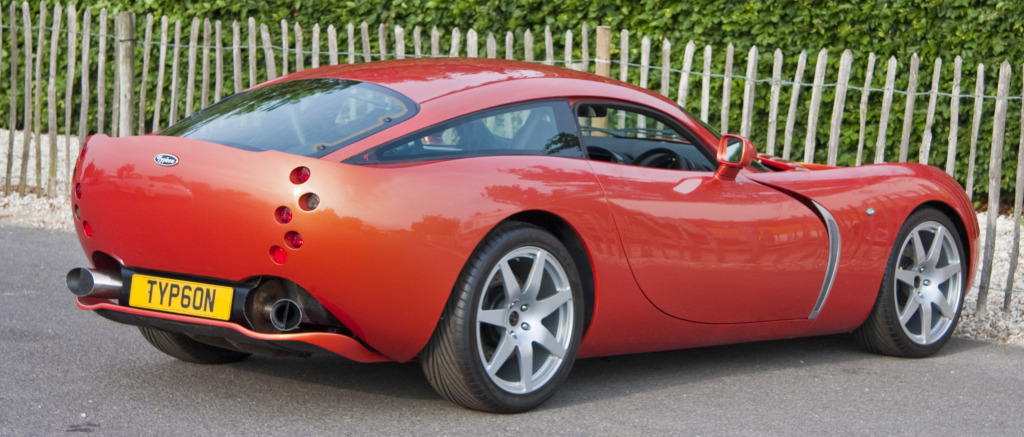
Heckansicht

Der TVR Typhon war ein Sportwagen, der von TVR in Blackpool (England) 2004 gefertigt wurde.
Der Typhon ist vermutlich der schnellste Serien-TVR. Nur der Prototyp Cerbera Speed 12 war schneller.
Wie alle TVR hatte auch der Typhon keine elektronische Sicherheitssysteme, da der Eigentümer der Firma dachte, dass seine Autos ohne diese Systeme sicherer seien. Er wurde vom gleichen Reihensechszylinder Speed Six angetrieben wie seine Schwestermodelle Tuscan, Sagaris und Cerbera. Die gesamte Karosserie bestand aus CFK und nicht aus GFK wie bei den anderen TVR. Dies ermöglichte ein extrem niedriges Leistungsgewicht von nur 1,89 kg/bhp (2,57 kg/kW). Außerdem war die Karosserie unter Anwendung von CAD-Software entworfen und unter Anwendung von CAM gefertigt worden. Die Steifigkeit der Konstruktion wurde durch einen Überrollkäfig und einen  Sandwichboden mit Wabenkern erhöht. Der Typhon war zudem das erste TVR-Straßenfahrzeug, das mit einstellbaren Stoßdämpfern ausgestattet war, die es den Kunden ermöglichten, das Handling fein abzustimmen.

## Daten
|                            | Typhon' |
| -------------------------- | --- |
| Motor                      | 6-Reihe (TVR Speed 6) |
| Hubraum                    | 4200 cm³ |
| Leistung                   | 436 kW (593 PS) bei 7000/min |
| Drehmoment                 | 633 Nm bei 5000/min |
| Getriebe                   | 6-Gang manuell |
| Radaufhängung              | vorne und hinten: doppelte Querlenker/Schraubenfedern/Gasdruckstoßdämpfer/Stabilisator                                                                          |
| Bremsen                    | vorne: innenbelüftete Scheibenbremsen mit Vierkolbenzangen, Durchmesser: 322 mm hinten: innenbelüftete Scheibenbremsen mit Einkolbenzangen, Durchmesser: 298 mm |
| Chassis                    | CFK mit Stahl-Überrollkäfig |
| Höchstgeschwindigkeit      | 346 km/h |
| Beschleunigung, 0–100 km/h | 3,8 s |
| Gewicht                    | 1000 kg |